# Trójca Święta

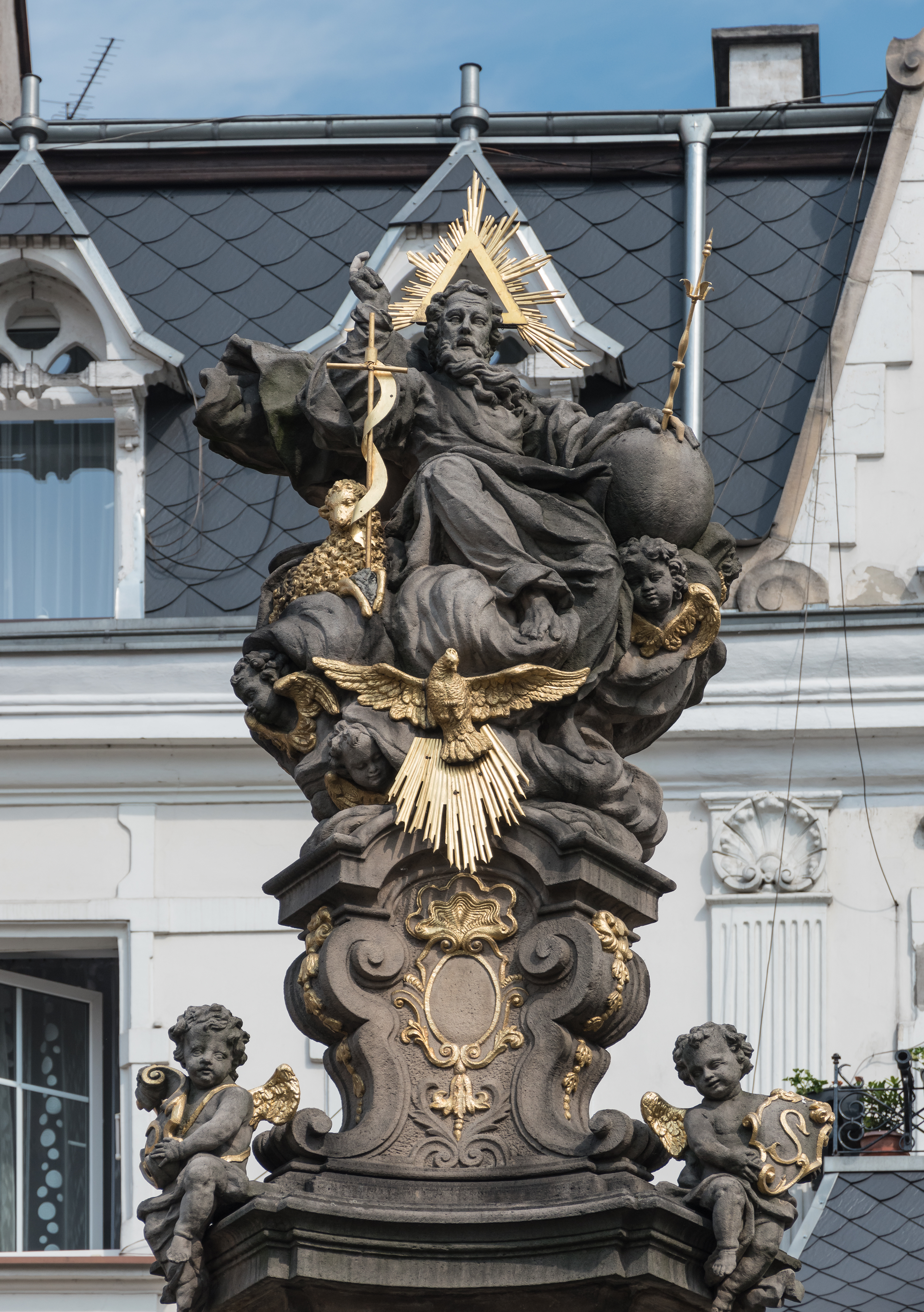
Wyobrażenie Trójcy Świętej

Trójca Święta, Święta Trójca (łac. Sancta Trinitas, także Trinitas, stgr. Αγια Τριας, trb. Hágia Trías) – chrześcijański dogmat uznający, że Bóg jest Bogiem Trójjedynym, istniejącym jako trzy Osoby – po grecku hipostazy – pozostając jednocześnie jednym Bytem. Wszystkie trzy Osoby są rozumiane jako mające tę samą jedną istotę czyli naturę (tautuzja), a nie jedynie podobne natury. Od początku trzeciego wieku doktryna Trójcy zaczęła być formułowana następująco: jest „jeden Bóg istniejący w trzech Osobach i jednej substancji, Ojciec, Syn i Duch Święty”. Wiara w Trójcę jest wyznawana przez wszystkie Kościoły katolickie, prawosławne, wszystkie główne wyznania wyrastające z nurtu reformacji takie, jak luteranizm, kalwinizm, anglikanizm, metodyzm i prezbiterianizm oraz wspólnoty ewangelikalne i w odróżnianej od innych grup religijnych wersji bez uznawania wiecznego zrodzenia Syna i bez uznawania niewzruszoności Boga przez Kościół Adwentystów Dnia Siódmego. Dogmat o Trójcy Świętej jest więc uważany za „centralną prawdę wiary teologii chrześcijańskiej”.
Dogmat został ostatecznie zatwierdzony na soborze konstantynopolitańskim w roku 381, jednak już na soborze nicejskim w roku 325 oficjalnie uznano współistotność Ojca i Syna, co jest podstawą dogmatu. Uznanie wiary w Trójcę Świętą jest pierwszym koniecznym warunkiem wstąpienia do Światowej Rady Kościołów.

## Historia
Pisarze chrześcijańscy w ciągu wieków rozpoznawali niektóre fragmenty Starego Testamentu jako zapis objawienia się Boga, zawierający mglistą zapowiedź tajemnicy Trójcy. Najstarsze świadectwa objawienia się tej tajemnicy w Nowym Testamencie znajdują się w listach apostoła Pawła, szczególnie w 2 Kor 13,13: Łaska Pana Jezusa Chrystusa, miłość Boga i dar jedności Ducha Świętego (oryg.: „tou Agiou Pneumatos”) niech będą z wami wszystkimi! Błogosławieństwo to zaczerpnięte zostało prawdopodobnie z wczesnochrześcijańskiej liturgii. To iż poszczególne podmioty zdania są w dopełniaczu: Pana Jezusa... Boga... Ducha Świętego..., pozwala nie tylko na stwierdzenie odrębności Osób, lecz również ich równości, ponieważ wymienione łaski płyną z jednego Bóstwa. W Ewangeliach objawienie to zawarte jest we fragmentach mówiących o relacji Ojca i Syna, zaś bezpośrednim stwierdzeniem odnoszącym się do Trójcy jest formuła chrzcielna z Mt 28,19. Doktryna Trójcy w Nowym Testamencie ujawnia się również w stopniowym rozwoju rozumienia Ducha Bożego jako Osoby, który można prześledzić od Ewangelii synoptycznych do Ewangelii według św. Jana.
Od Nowego Testamentu do końca II wieku ojcowie apostolscy koncentrowali się na osobie Chrystusa. Klemens Rzymski daje świadectwo Ojcu, Synowi i Duchowi Świętemu, wymieniając Ich razem. Ignacy Antiocheński pisał o powołaniu chrześcijanina do bycia wcielonym w boską świątynię, aby poprzez zjednoczenie z Chrystusem, w Duchu stać się synem Ojca. Ireneusz z Lionu podkreśla niewystarczalność ludzkiego języka do opisania tajemnicy Bóstwa. Jednocześnie stały nacisk jego nauczania na współwieczność Słowa z Ojcem, sprawia że jest ono najbardziej pełną i jednoznaczną doktryną trynitarną przed Tertulianem.
Na Wschodzie pierwszy raz termin trójca (trias) zostaje użyty u Teofila z Antiochii, jednak odbiega od pojęcia jednego Boga w trzech Osobach. W jego tekstach brakuje wyraźnego odniesienia do Trójcy Świętej w pojęciu osobowym.
W nauce okresu przednicejskiego i nicejskiego, wyrażonej w nicejskim wyznaniu wiary, trójosobowy, trójjedyny Bóg objawia się człowiekowi jako Ojciec, Syn Boży i Duch Święty, jednak każda z tych osób jest tym samym jednym Bogiem. Bóg jest wszechmocny, wieczny i nieskończony. Poszczególne Osoby są tożsame co do natury i substancji (są jednym i tym samym Bogiem), ale są oddzielnymi osobami, hipostazami, różniącymi się pochodzeniem i wzajemnymi relacjami: Bóg Ojciec nie pochodzi od nikogo, Syn Boży został zrodzony (a nie stworzony) przez Ojca, Duch Święty pochodzi od Ojca i Syna (katolicyzm, protestantyzm) lub tylko od Ojca przez Syna (prawosławie); różnica między tymi dwoma wyznaniami opisana jest w dyskusji nad słowem filioque, dodanym do wyznania nicejsko-konstantynopolitańskiego.

Diagram przedstawiający relacje logiczne osób w Trójcy: Pater – Ojciec, Filius – Syn, Spiritus Sanctus – Duch Święty, Deus – Bóg, est – jest, non est – nie jest.

## Uzasadnienie
Podstawowym źródłem dla nauki o Trójcy Świętej są słowa Jezusa z Ewangelii, gdzie Jezus określa siebie jako Syna Bożego pozostającego w jedności z Ojcem (J 10:30) oraz obiecuje apostołom zesłanie Ducha Świętego. Jego ostatnim poleceniem danym uczniom było: „Idźcie więc i nauczajcie wszystkie narody, udzielając im chrztu w imię Ojca i Syna, i Ducha Świętego” (Mt 28:19 BT).
Nauka o Trójcy jest zatem ujęciem dogmatycznym objawienia dokonanego przez Jezusa z Nazaretu w Nowym Testamencie – wypracowanym w ciągu wieków przez teologię chrześcijańską.
W jego Osobie Bóg pełniej ukazał swą naturę, niż w Starym Testamencie, gdzie zasadniczo ukazuje się on jako jedna Osoba (Wj 8:6; Pwt 4:35-39; 32:39; Iz 43:10). W Biblii hebrajskiej można jednak dostrzec już także jakby przebłyski objawienia Nowotestamentalnego Trójcy, np. w pierwszym opisie stworzenia, gdy Bóg mówi w liczbie mnogiej: „Uczyńmy” (Rdz 1,26) czy w wizycie trzech postaci u Abrahama (Rdz 18,1-16). Jednak tego typu interpretacje na temat zapowiedzi Trójcy Świętej w Starym Testamencie są podawane w wątpliwość, z racji występowania w języku hebrajskim królewskiej liczby mnogiej (patrz: Krytyka). Uznanie Jezusa jako Boga (J 1:1, 1:18; J 20:28-29; Hbr 1:8-9; Flp 2:5-6; Tyt 2:13-14; Kol 2:8-10; 1J 5:17-18, 20-21), podobnie jak Ducha Świętego (Dz 5:3-4; 1Kor 3:16; 1Kor 6:19-20), jest więc pełniejszym objawieniem natury Boga.
Klasycznymi źródłami teologii chrześcijańskiej o Trójcy Świętej są traktaty O Trójcy Świętej (De Trinitate) ojców Kościoła: Augustyna z Hippony (354-430) oraz Hilarego z Poitiers (315-367), a także Summa theologiae średniowiecznego doktora Kościoła, Tomasza z Akwinu.
Bóg Trójjedyny jest uważany za nieprzeniknioną dla ludzkiego umysłu tajemnicę jako bytu, jednak niektórzy teolodzy starają się ją uzasadnić. Ryszard ze św. Wiktora dowodził, że dla Boga, jako nieskończenie doskonałego, nie jest konieczne istnienie innych bytów, poza Nim samym, ale jednocześnie posiada On Miłość w stopniu nieskończenie doskonałym i, skoro tak, to nie może być ona egoizmem. Z tego wynika, że Bóg istnieje przynajmniej w dwóch Osobach. Każda z Osób może dokonać nieskończenie doskonałego obdarowania z miłości względem drugiej pełnią Siebie, a druga Osoba jest w pełni zdolna takie obdarowanie przyjąć. Ponieważ w rezultacie całkowitego obdarowania żadna z tych Osób nie przestaje istnieć (bo przeczyłoby to miłości Osoby przyjmującej względem Osoby obdarowującej), to wyłania się konieczność zaistnienia trzeciej Osoby, będącej (ze względu na charakter tego aktu) podmiotem wzajemnego obdarowania się dwu pozostałych Osób. Istnienie większej liczby Osób nie jest konieczne, a skoro Bóg jest nieskończenie doskonały, to nie ma w nim też niczego zbędnego.

## Problemy z interpretacją dogmatu

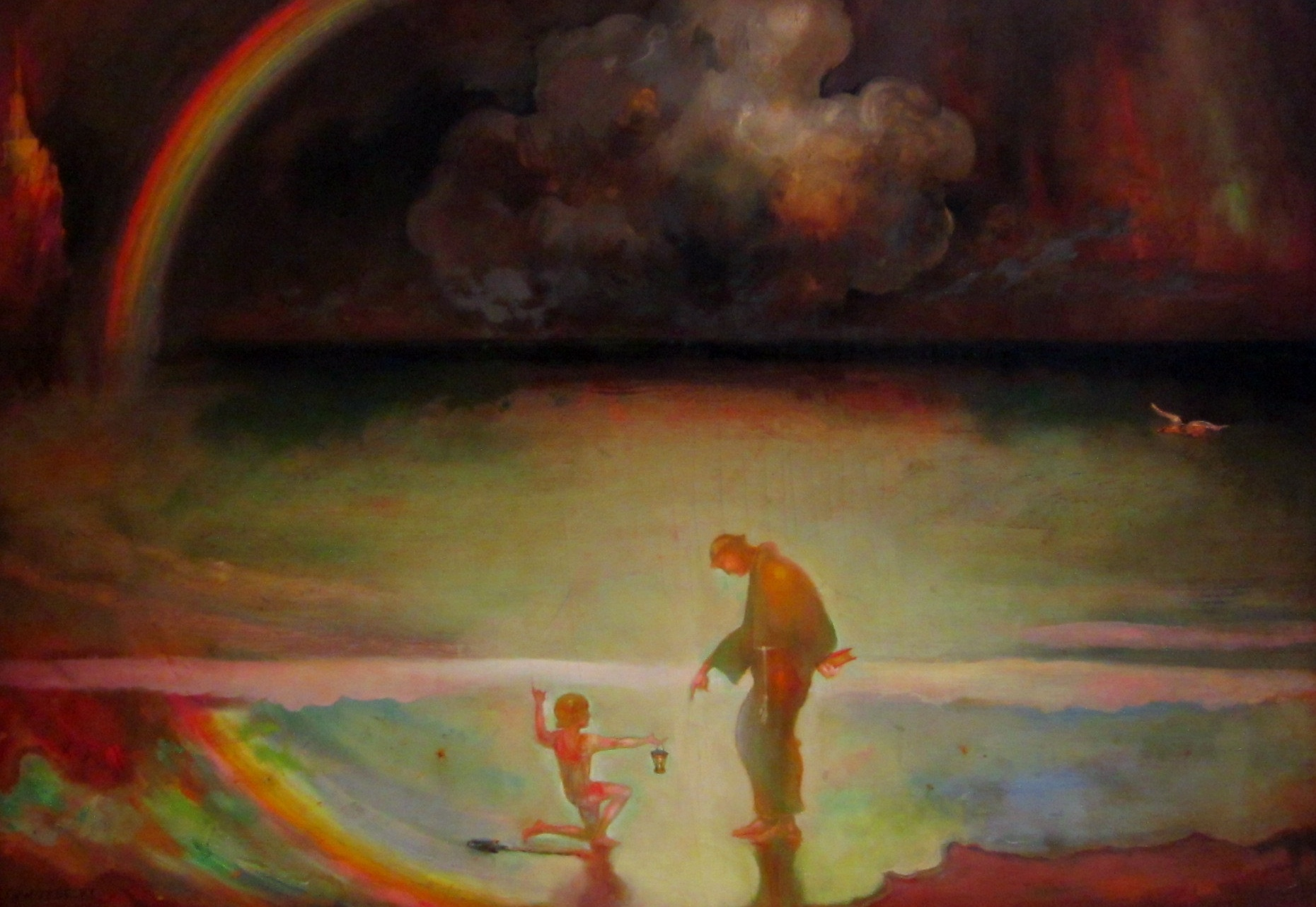
Znany jest sen świętego Augustyna, w którym zobaczył on dziecko usiłujące na plaży przelać muszelką zawartość morza do dołka wykopanego w piasku. „Prędzej ja przeleję morze do tego dołka, niż ty Augustynie zrozumiesz tajemnicę Trójcy”.

We wczesnych wiekach oskarżano chrześcijaństwo, że poprzez wiarę w Trójcę, podobnie jak religie politeistyczne, wyznaje wielobóstwo, „tryteizm”, trzech bogów. Od początku jednak, jak świadczą o tym np. pisma Tertuliana, Kościół bronił się przed tego rodzaju oskarżeniami, podkreślając, że doktryna o Trójcy ściśle łączy się z podstawową prawdą wiary, że Bóg jest jeden. Jak grecki prawosławny teolog Paul Evdokimov za P. Fłorienskim: prawda o współistotności [Osób Trójcy] odsłania np. śmiercionośny bezruch prawa tożsamości: «A» jest «A», «A» nie jest «nie-A». Zdaniem zwolenników doktryny bardzo mocne świadectwo monoteizmu chrześcijańskiej doktryny o Trójcy Świętej daje na początku piątego wieku św. Augustyn: „A ponieważ człowiek jest stworzony na obraz Trójcy, przeto jest powiedziane: „na obraz i podobieństwo nasze”. Następnie jednak, żeby kto nie sądził, że mamy wierzyć w trzech bogów, bo Trójca jest jednym Bogiem, mówi Pismo św.: „I stworzył Bóg człowieka na obraz... Boży (Rdz l, 26—27)”, co znaczy: „na obraz swój”.
Inną wysuwaną trudnością jest fakt sformułowania dogmatu dopiero pod koniec IV wieku, oraz to, że u Ojców apostolskich nie spotyka się określenia „Trójca”.

## Trójca a Wcielenie

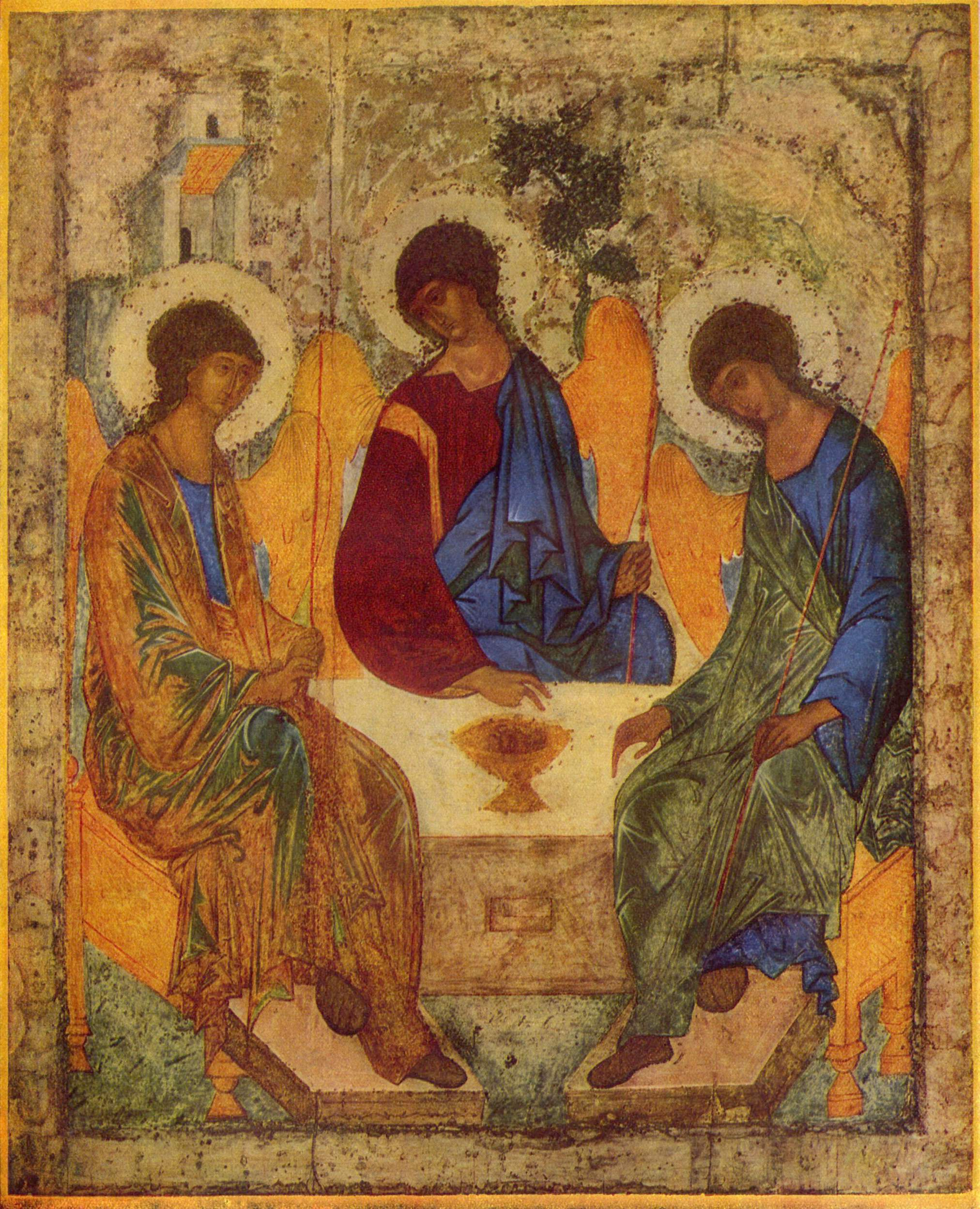
Ikona Trójcy Świętej według Rublowa

Chrystologia, będąca działem chrześcijańskiej teologii dogmatycznej, ukazuje, że w Betlejem Bóg przyjął postać człowieka i narodził się jako Jezus Chrystus (hebr. Mesjasz – Pomazaniec) w celu zbawienia ludzkości. Objawienie się Boga człowiekowi dokonało się w Jezusie, jako Drugiej Osobie Trójcy – Synu Bożym (Słowo Boże, Logos), jest w nie zaangażowana cała nierozdzielna Trójca. We Wcieleniu dwie pozostałe Osoby: Ojciec i Duch Święty, dzieląc Boską naturę z Synem-Logosem, zostały zjednoczone z naturą ludzką na mocy zjednoczenia konstytuującego Bosko-ludzką osobę Jezusa. Tak więc Jezus z Nazaretu jest zarówno prawdziwym Bogiem, współistotnym Ojcu i Duchowi, jak i prawdziwym człowiekiem – ma dwie natury, ale jest jedną Osobą – Drugą Osobą Trójcy.

## Święto
W większości Kościołów katolickich i protestanckich Niedziela Trójcy Świętej obchodzona jest w pierwszą niedzielę po Zesłaniu Ducha Świętego, a więc w 56 dniu po Wielkanocy, natomiast w Kościołach obrządku wschodniego (np. greckokatolickim czy prawosławnym), czyli takich, w których daty świąt kościelnych wyliczane są na podstawie kalendarza juliańskiego – w 49 dniu po Wielkanocy, wyliczonej według tegoż kalendarza. W kościołach prawosławnych w Dniu Trójcy Świętej odprawiane są jedne z najbardziej uroczystych w roku mszy świętych; podłogi w cerkwiach ściele się świeżo skoszoną trawą, a ikony przyozdabia brzozowymi gałązkami; na drugi dzień, w poniedziałek świętuje się Dzień Ducha Świętego.

## Krytyka
Według antytrynitaryzmu (arianie, Badacze Pisma Świętego, Świadkowie Jehowy, unitarianie, bracia polscy, Kościół Chrześcijan Dnia Sobotniego, Zbory Boże Chrześcijan Dnia Siódmego) Trójca Święta nie istnieje, między innymi dlatego, że nie ma o niej informacji w Biblii. W tekstach Starego Testamentu nie ma żadnego objawienia Trójcy. Także w Nowym Testamencie nie występuje stereotypowe credo. I choć wiele tekstów Nowego Testamentu (np. 1 Kor 12,4-6) jest dość powszechnie traktowanych jako argument trynitarny, jednak ściśle rzecz biorąc są to wersety modelu potrójnego (wyliczeniowego), a nie trynitarnego. Innym fragmentem o takiej potrójności, wymieniającym „Ojca, Syna i Ducha”, to Ef 4,4-6.
W tekstach wczesnych pisarzy kościelnych, takich jak Ojcowie apostolscy czy Ireneusz, również brakuje terminu trójca. Słowo trias nie występuje ani w Nowym Testamencie, ani w Symbolu Nicejskim. Pierwsze sformułowania dogmatu o Trójcy powstają na początku III wieku, a jego klasyczne credo zostaje opracowane dopiero w końcu IV wieku i nie znajdujemy go u przednicejskich Ojców. Sama zaś nazwa Trójca Święta zostaje ustalona dopiero na synodzie w Aleksandrii (datowany na 362 rok), po przyjęciu współistotności Ducha Świętego. Zdaniem niektórych badaczy doktryna nicejska, uznając Chrystusa za równego Ojcu, wyolbrzymiła jego boskość, a pomniejszyła jego znaczenie jako Zbawcy i Mesjasza.
Według niektórych krytyków dogmatu o Trójcy, doktryna trynitarna chrześcijaństwa powstawała w wyniku przenikania do nauk Kościoła koncepcji filozofów greckich, takich jak Platon, który żył kilka wieków przed Chrystusem. Autorzy ci wskazują też, że przed Platonem triady, czyli trójce, były dobrze znane w Babilonie i Egipcie. Wskutek zabiegów duchownych, starających się przyciągnąć niewierzących ze świata rzymskiego, niektóre takie wyobrażenia stopniowo wcielano do chrześcijaństwa. W końcu doprowadziło to do uznania poglądu, iż Syn i Duch Święty są równi Ojcu. Krytycy zarzucają też, że doktryna trynitarna była wynikiem działań bardziej politycznych, niż teologicznych.
Wiara w Trójcę Świętą jest też główną cechą odróżniającą większość wyznań chrześcijańskich od innych religii monoteistycznych:  judaizmu,  zaratusztrianizmu i  islamu.